# Faverolles (Aisne)
Faverolles é uma comuna francesa na região administrativa de Altos da França, no departamento de Aisne. Estende-se por uma área de 13, 79 km². Em 2010 a comuna tinha 334 habitantes (densidade: 25,7 hab./km²).